# Municipio de Findlay
El municipio de Findlay (en inglés: Findlay Township) es un municipio ubicado en el condado de Allegheny en el estado estadounidense de Pensilvania. En el año 2000 tenía una población de 5145 habitantes y una densidad poblacional de 61 personas por km².

## Geografía
El municipio de Findlay se encuentra ubicado en las coordenadas 40°28′33″N 80°16′59″O / 40.47588, -80.28313.
El Aeropuerto Internacional de Pittsburgh se encuentra en el extremo de este municipio.

## Demografía
Según la Oficina del Censo en 2000 los ingresos medios por hogar en la localidad eran de $47 484 y los ingresos medios por familia eran $55 930. Los hombres tenían unos ingresos medios de $40 173 frente a los $27 045 para las mujeres. La renta per cápita para la localidad era de $21 417. Alrededor del 5.2% de la población estaban por debajo del umbral de pobreza.